# Funkce alef
Funkce Alef (značená {\displaystyle \aleph \,\!} a nazývaná podle prvního hebrejského písmene Alef) se používá v axiomatické teorii množin pro zobrazení, které ordinálnímu číslu {\displaystyle \alpha } přiřadí kardinální číslo představující {\displaystyle \alpha }-tou nejmenší nekonečnou mohutnost.

## Neformální úvod
Aby bylo možno se exaktním způsobem vyjadřovat o velkých množinách a nedostat se přitom do sporu (viz např. Russellův paradox), byla vynalezena axiomatická teorie množin. V ní se zavádějí kardinální čísla pro popsání velikostí (mohutností) množin a ordinální čísla pro popsání postupů, kdy po každém kroku můžeme provést krok následující a po každé (i nekonečné) množině kroků můžeme uvažovat jejich supremum (výsledek po jejich aplikaci).
Příkladem takového postupu je vytváření větších množin z menších:
- Ordinálnímu číslu 0 přiřadíme kardinalitu nejmenší nekonečné (tedy spočetné) množiny. Existuje mnoho spočetných množin, ale jejich velikost je vyjádřena tímtéž kardinálním číslem. To je (v nejběžnější z možných formálních konstrukcí kardinálních čísel) totožné s ordinálním číslem {\displaystyle \omega }, proto platí {\displaystyle \aleph _{0}=\omega \,\!}
- Dalším ordinálním číslům přiřadíme vždy nejmenší větší mohutnost. Taková vždy existuje, protože třída kardinálních čísel je dobře uspořádaná. Proto {\displaystyle \aleph _{1}\,\!} je kardinalita nejmenší množiny větší, než jsou spočetné množiny, nebo ekvivalentně, {\displaystyle \aleph _{1}\,\!} je nejmenší kardinální číslo větší než {\displaystyle \aleph _{0}\,\!}.
- {\displaystyle \aleph _{2}\,\!} je nejmenší kardinální číslo větší než {\displaystyle \aleph _{1}\,\!} atd.
- Nejbližší další ordinální číslo, pro které musíme funkci definovat, je {\displaystyle \omega _{0}\,\!}. Využijeme toho, že ke každé množině M kardinálních čísel existuje její supremum (tj. nejmenší kardinální číslo větší než všechna čísla z té množiny), které lze zkonstruovat jako sjednocení těchto kardinálních čísel. Abychom dodrželi princip, že funkce {\displaystyle \aleph \,\!} řadí kardinální čísla dle velikosti, definujeme {\displaystyle \aleph _{\omega _{0}}} jako supremum všech předchozích hodnot, tedy {\displaystyle \aleph _{\omega _{0}}=\bigcup _{\alpha <\omega _{0}}\aleph _{\alpha }\,\!}.
- {\displaystyle \aleph _{\omega _{0}+1}\,\!} pak bude nejmenší kardinální číslo větší než {\displaystyle \aleph _{\omega _{0}}\,\!}. Podobně se definuje {\displaystyle \aleph _{\omega _{0}+2}\,\!} atd.
- {\displaystyle \aleph _{\omega _{0}+\omega _{0}}\,\!} pak bude supremum posloupnosti {\displaystyle \aleph _{\omega _{0}+1},\aleph _{\omega _{0}+2},\dots \,\!}
- Podobně lze definovat krok pro všechna větší ordinální čísla, včetně nespočetných.

## Definice
Funkcí {\displaystyle \aleph \,\!} rozumíme třídové zobrazení z třídy všech ordinálních čísel do třídy všech kardinálních čísel, které splňuje následující podmínky (věta o transfinitní rekurzi zaručuje, že takové třídové zobrazení existuje a že je určeno jednoznačně):
- {\displaystyle \aleph _{0}=\omega _{0}\,\!}
- Pro každé ordinální číslo {\displaystyle \alpha } je {\displaystyle \aleph _{\alpha +1}\,\!} rovno nejmenšímu kardinálnímu číslu většímu než {\displaystyle \aleph _{\alpha }\,\!}
- Pro každé limitní ordinální číslo {\displaystyle \alpha } je {\displaystyle \aleph _{\alpha }=\bigcup _{\beta <\alpha }\aleph _{\beta }\,\!}

V souladu s předpoklady věty o transfinitní rekurzi je funkční hodnota pro každé ordinální číslo definována právě jednou z těchto odrážek; ordinální číslo lze zapsat jako {\displaystyle \alpha +1\,\!}, právě když není limitní a není to 0.

## Vlastnosti funkce ℵ
Mnoho matematických tvrzení lze vyjádřit pomocí této funkce, například Hypotéza kontinua je ekvivalentní s tvrzením „reálná čísla mají mohutnost {\displaystyle \aleph _{1}\,\!}“.

### Pevné body
Vzhledem k tomu, jak prudce funkce {\displaystyle \aleph \,\!} roste (např. v modelech, kde platí Zobecněná hypotéza kontinua, je reálných čísel i spojitých funkcí {\displaystyle \aleph _{1}\,\!} a všech matematických funkcí je {\displaystyle \aleph _{2}\,\!}), může být překvapivé, že tato funkce má pevné body, tj. že existují ordinální čísla {\displaystyle \alpha \,\!} taková, že {\displaystyle \aleph _{\alpha }=\alpha \,\!}. Prvním pevným bodem je limita (tj. supremum) posloupnosti {\displaystyle \aleph _{0},\aleph _{\aleph _{0}},\aleph _{\aleph _{\aleph _{0}}}\ldots \,\!}